# Glypta inculta
Glypta inculta är en stekelart som beskrevs av Dasch 1988. Glypta inculta ingår i släktet Glypta och familjen brokparasitsteklar. Inga underarter finns listade i Catalogue of Life.